# Второй Лескен
Второ́й Леске́н (кабард.-черк. Етӏуанэ Лэскэн) — село в Лескенском районе Кабардино-Балкарской Республики.
Образует муниципальное образование «сельское поселение Второй Лескен», как единственный населённый пункт в его составе.

## География
Селение находится в юго-западной части Лескенского района, на левом берегу реки Лескен. Расположен напротив районного центра Анзорей, в 24 км от Нарткалы и в 34 км к юго-востоку от Нальчика.
Площадь территории сельского поселения составляет 23,05 км2. Из них около 70% территории занимают жилые постройки и сельскохозяйственные угодья, около 30% — предгорные и горные пастбища с сенокосами.
Граничит с землями населённых пунктов: Анзорей на востоке, Ерокко на юге и Аргудан на западе. На юго-западе и на юго-востоке земли муниципального образования смыкаются с территориями Гослесфонда (Государственного Лесного фонда).
Населённый пункт расположен в предгорной зоне республики. Вдоль западной и юго-восточной частей села тянутся северные отроги Лесистого хребта. Рельеф северной части села представляет собой наклонные равнины. На юге и западе преобладаем холмистая возвышенность. Средние высоты составляют около 535 метров над уровнем моря, абсолютные превышают 1 000 метров.
Гидрографическая сеть представлена реками Лескен и Грязнушка. К югу от села находится урочище «Дзэл-къэб», где имеется большое скопление выходящих на поверхность земли родников.
Климат влажный умеренный с тёплым летом и прохладной зимой. Амплитуда температуры воздуха колеблется от средних +21,5°С в июле, до средних -2,5°С в январе. Среднегодовая температура воздуха составляет +10,0°С. Среднегодовое количество осадков составляет около 750 мм. Наибольшее количество осадков выпадает в период с мая по июль. Основные ветры — северо-западная и восточная. Заморозки начинаются в конце октября и заканчиваются в конце марта.

## История
История села Второй Лескен неразрывно связана с историей села Анзорей и кабардинским княжеским родом Анзоровых. Историческое название села — Асламурза Анзорово (кабард.-черк. Аслъэмырзэ Андзорей).
Первоначально аулы Анзоровых располагались на правом берегу реки Терек, в нескольких десятках километрах к северо-востоку от современного местоположения. С началом Кавказской войны они переместились к своему современному местоположению. После присоединения Кабарды к Российской империи в 1825 году, большая часть Анзоровых ушла в Чечню и Дагестан, чтобы там продолжить войну против царских войск. С окончанием Кавказской войны в 1864 году и окончательным присоединением Кавказа к Российской империи, многие жители аула в ходе мухаджирства вынуждено покинули свою родину и переселились в другие мусульманские страны.
В 1859 году аул Асламурзы Анзорова переместился вниз по течению реки Лескен и осел в его низовьях. Этот год и считается официальной датой образования села.
В 1861 году по данным архивных документов в ауле Асламурзы Анзорова насчитывалось 53 двора.
В 1865 году, в ходе Земельной реформы Кабарды, аул Асламурзы Анзорова был включён в состав расположенного на противоположном берегу реки Лескен аула Кайсынь Анзорова (современный Анзорей).
В 1919 году селу возвращён статус отдельного села и в нём создан сельский народный совет.
В 1920 году с окончательным установлением советской власти в Кабарде, решением ревкома Нальчикского округа, Асламурза Анзорово как и все другие кабардинские поселения было переименовано из-за присутствия в их названиях княжеских и дворянских фамилий. В результате село получило своё новое название — Второй Лескен. До 1937 года село с сельсоветом входило в состав Урванского округа Кабардино-Балкарской АССР. Затем включено в состав новообразованного Лескенского района.
Во время Великой Отечественной войны село в конце 1942 года около двух месяцев было оккупировано немецкими войсками. После их отхода началось восстановление села. В память о погибших в селе установлен памятник.
В 1960 году созданный в 1930-м году колхоз преобразован в совхоз «Лескенский», специализирующийся на производстве фруктов. В 1962 году с упразднением Лескенского района, село с сельсоветом было обратно передано в состав Урванского района.
В 2003 году село включено в состав вновь образованного Лескенского района, который был выделен из части Урванского района.

## Население
| 2002  | 2010  | 2012  | 2013  | 2014  | 2015  | 2016  |
| ----- | ----- | ----- | ----- | ----- | ----- | ----- |
| 2609  | ↘2285 | ↗2289 | ↘2288 | ↘2276 | ↗2310 | ↗2331 |
| 2017  | 2018  | 2019  | 2020  | 2021  | 2023  | 2024  |
| ↗2357 | ↘2346 | ↗2368 | ↗2410 | ↗2474 | ↗2489 | ↗2508 |
| 2025  |       |       |       |       |       |       |
| ↗2535 |       |       |       |       |       |       |

Плотность — 109.98 чел./км2.
Национальный состав
По данным Всероссийской переписи населения 2010 года:
| Народ      | Численность, чел. | Доля от всего населения, % |
| ---------- | ----------------- | -------------------------- |
| кабардинцы | 2 173             | 95,1 %                     |
| лакцы      | 34                | 1,5 %                      |
| другие     | 78                | 3,4 %                      |
| всего      | 2 285             | 100 %                      |

По данным Всероссийской переписи 2021 года:
| Народ               | Численность, чел. | Доля от всего населения, % |
| ------------------- | ----------------- | -------------------------- |
| кабардинцы          | 2 339             | 94,54 %                    |
| татары              | 26                | 1,05 %                     |
| другие / не указано | 109               | 4,40 %                     |
| всего               | 2 474             | 100,0 %                    |

Поло-возрастной состав
По данным Всероссийской переписи населения 2010 года:
| Возраст     | Мужчины, чел. | Женщины, чел. | Общая численность, чел. | Доля от всего населения, % |
| ----------- | ------------- | ------------- | ----------------------- | -------------------------- |
| 0 — 14 лет  | 269           | 238           | 507                     | 22,2 %                     |
| 15 — 59 лет | 752           | 718           | 1 470                   | 64,3 %                     |
| от 60 лет   | 123           | 185           | 308                     | 13,5 %                     |
| Всего       | 1 144         | 1 141         | 2 285                   | 100,0 %                    |

Мужчины — 1 144 чел. (50,1 %). Женщины — 1 141 чел. (49,9 %).
Средний возраст населения — 33,0 лет. Медианный возраст населения — 30,1 лет.
Средний возраст мужчин — 31,4 лет. Медианный возраст мужчин — 28,9 лет.
Средний возраст женщин — 34,6 лет. Медианный возраст женщин — 31,9 лет.

## Местное самоуправление
Адрес администрации сельского поселения — село Второй Лескен, ул. Ленина 55.
Структуру органов местного самоуправления сельского поселения составляют:
- Глава сельского поселения — Кагермазов Руслан Анатольевич.
- Администрация сельского поселения Второй Лескен — состоит из 8 человек.
- Совет местного самоуправления сельского поселения Второй Лескен — состоит из 11 депутатов[22].

## Образование
- Средняя общеобразовательная школа № 1 — ул. Шортанова, 46.
- Начальная школа Детский сад № 23 — ул. Советская, 47.

## Здравоохранение
- Участковая больница — ул. Ленина, 70.

## Культура
- Дом Культуры

Общественно-политические организации:
- Адыгэ Хасэ
- Совет ветеранов Великой Отечественной войны
- Совет ветеранов труда

## Ислам
В селе действует одна мечеть.

## Экономика
В сельском хозяйстве главную роль играют арендное и частное землепользование.

## Улицы
Улицы:

| Гурфова  |
| Кумахова |

| Ленина    |
| Советская |

| Шортанова |

Переулки:

| 1-й |
| 4-й |
| 5-й |
| 7-й |

| 8-й  |
| 9-й  |
| 10-й |

| Братьев Кумаховых |
| Ельмурзаева       |
| Келеметова        |

## Известные уроженцы
- Родившиеся во Втором Лескене: